# Stazione di Ishioka
La stazione di Ishioka (石岡駅?, Ishioka-eki) è una stazione ferroviaria di Ishioka, città della prefettura di Ibaraki e servita dalla linea Jōban della JR East. Fino al 2007 la stazione era anche capolinea della ferrovia Kashima, in seguito dismessa e sostituita da una linea BRT.

## Linee
JR East
■ Linea Jōban

## Struttura
La stazione è dotata di un marciapiede laterale e uno a isola con un totale di tre binari passanti.
| 1   | ■ Linea Jōban | per Tomobe, Mito Katsuta, Hitachi e Iwaki |
| 2-3 | ■ Linea Jōban | per Tsuchiura, Toride, Kashiwa e Ueno     |

## Stazioni adiacenti
| «                    | Servizio             | »                    |
| Linea Jōban - Rapida | Linea Jōban - Rapida | Linea Jōban - Rapida |
| -------------------- | -------------------- | -------------------- |
| Takahama             | Locale               | Hatori               |